# Faxinalipterus
Faxinalipterus – rodzaj kręgowca o niepewnej pozycji filogenetycznej żyjącego w późnym triasie na terenach współczesnej Ameryki Południowej. Został opisany w 2010 roku przez José Bonapartego i współpracowników w oparciu o skamieniałości pochodzące z górnotriasowych osadów formacji Caturrita w Brazylii. Faxinalipterus cechował się kością strzałkową niepołączoną z piszczelą, będącą takiej samej co ona długości, i rozszerzoną w dystalnej części. Kość ramienna miała duży guz wyższy od głowy kości. Kość krucza charakteryzowała się wyrostkiem akrokorakoidalnym umiarkowanej wielkości.
Holotypem jest okaz UFRGS PV0927T obejmujący lewą kość kruczą bez zakończenia mostka, proksymalną część lewej kości ramiennej, prawdopodobnie środkowy i dystalny fragment prawej kości ramiennej, proksymalne części lewych: kości promieniowej i łokciowej, niemal kompletne: lewa kość udowa, piszczel i strzałka, fragmenty prawej kości piszczelowej i strzałkowej, prawdopodobnie połączone ze szczątkami śródstopia, oraz kilka niezidentyfikowanych elementów. Do rodzaju Faxinalipterus pierwotnie przypisano również niekompletną lewą kość szczękową zawierającą trzy zęby (UFRGS PV0769T), jednak prawdopodobieństwo, że należy ona do pterozaura jest niewielkie; według Kellnera i współpracowników (2022) ta kość należała do archozaura z gatunku Maehary bonapartei.
Autorzy opisu Faxinalipterus sklasyfikowali go jako wczesnego pterozaura. U większości znanych pterozaurów kość krucza jest połączona z łopatką, co wynika ze zwiększenia nacisku mięśni, koniecznego do latania, jednak połączenie to nie występuje u Faxinalipterus. Prawdopodobnie jest to jego prymitywną, może jednak wiązać się ze stadium rozwojowym osobnika. Niezłączona i niezredukowana kość strzałkowa jest kolejną cechą prymitywną Faxinalipterus, odróżniającą go od niemal wszystkich innych pterozaurów. Budowa kości szczękowej sugeruje, że czaszka była lekko zbudowana, z dużymi kośćmi przedoczodołowymi i otworami nosowymi.
Bonaparte i współpracownicy zasugerowali, że Faxinalipterus może być najbardziej prymitywnym i najwcześniejszym znanym pterozaurem. Jego skamieniałości odnaleziono w formacji Caturrita w stanie Rio Grande do Sul, około 1,5 km na północny wschód od miasta Faxinal do Soturno. Wiek osadów tej formacji datuje się na przełom karniku i noryku – prawdopodobnie są starsze niż późny noryk, a tym samym mogą być o kilka milionów lat starsze od najstarszych znanych europejskich pterozaurów, takich jak eudimorfodon, peteinozaur i preondaktyl. W pobliżu szczątków Faxinalipterus odkryto również skamieniałości cynodontów, dicynodonta Jachaleria, przedstawiciela Procolophonidae z rodzaju Soturnia, lepidozauromorfów, w tym sfenodontów z rodzaju Clevosaurus, oraz dinozaura gadziomiednicznego Guaibasaurus. Formacja Caturrita zawiera osady kontynentalne, a nie nadmorskiej strefy przybrzeżnej, co dowodzi, że Faxinalipterus żył w innych ekosystemach niż inne wczesne pterozaury.
Z wnioskiem Bonapartego i współpracowników odnośnie do klasyfikacji Faxinalipterus nie zgodził się Fabio Dalla Vecchia (2013). Zdaniem autora kości okazu holotypowego F. minima nie mają żadnych cech budowy, które pozwalałyby bez wątpliwości zaliczyć Faxinalipterus do pterozaurów, a jego kość zidentyfikowana jako kość ramienna bardzo różni się od kości ramiennych triasowych pterozaurów. Autor stwierdził, że nie zalicza F. minima do pterozaurów; nie sprecyzował jednak, do jakiej grupy kręgowców należał ten takson. Kellner i współpracownicy (2022) uznali F. minima za archozaura należącego do rodziny Lagerpetidae.
Nazwa rodzajowa Faxinalipterus pochodzi od miasta Faxinal do Soturno, w pobliżu którego odnaleziono holotyp, oraz zlatynizowanego greckiego słowa pteron (pterus), oznaczającego skrzydło. Nazwa gatunkowa gatunku typowego, minima (łac. „najmniejszy”), odnosi się do niewielkich rozmiarów holotypu.